# El Edén nemzetközi repülőtér
Az El Edén nemzetközi repülőtér (IATA: AXM, ICAO: SKAR) egy nemzetközi repülőtér Kolumbiában Armenia közelében. Éves utasforgalma 637 844 fő (2022).

## Légitársaságok és úticélok
2023-ban a El Edén nemzetközi repülőtérről az alábbi járatok indulnak:

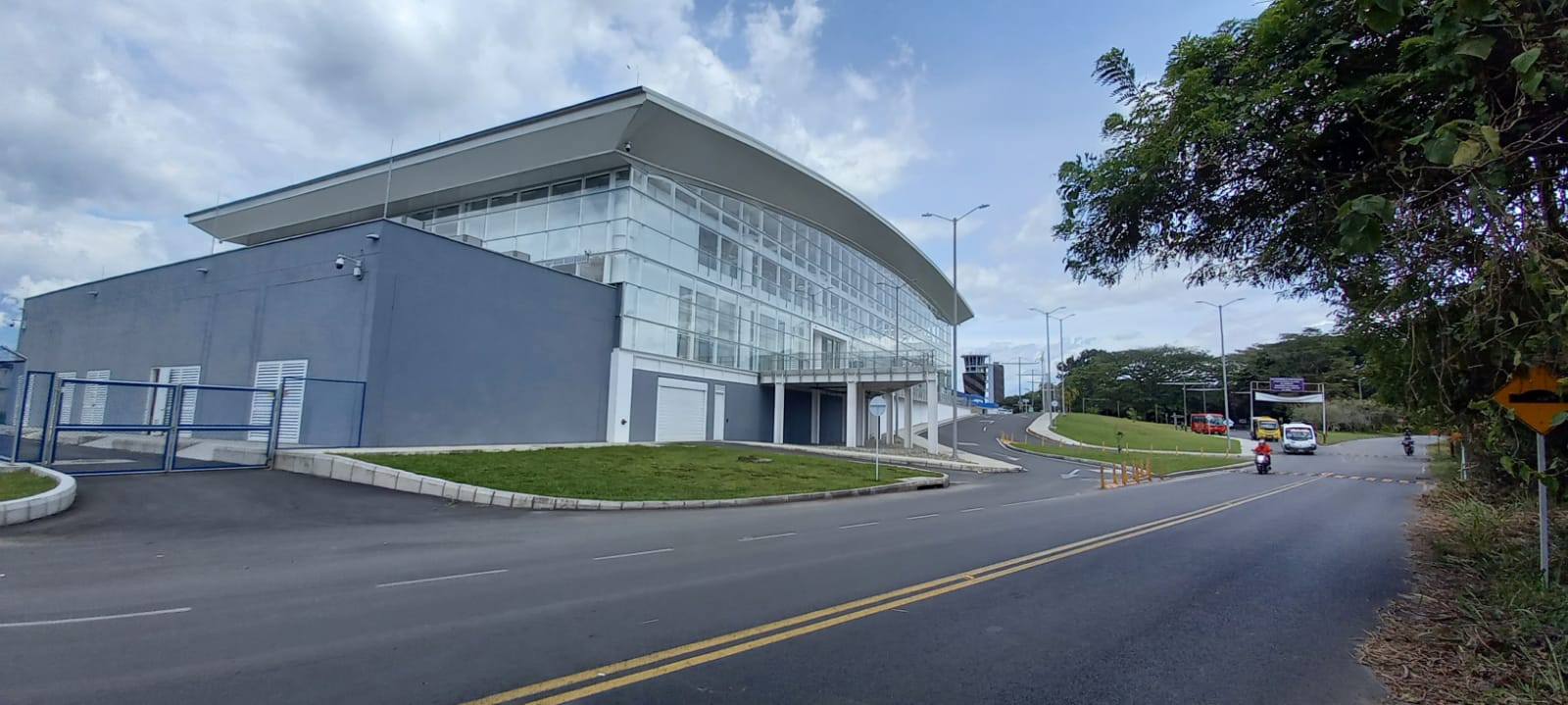

| Légitársaság    | Célállomások           |
| --------------- | ---------------------- |
| Avianca         | Bogotá, Medellín–JMC   |
| Avianca Express | Bogotá                 |
| Copa Airlines   | Panama City–Tocumen    |
| EasyFly         | Medellín–Olaya Herrera |
| Spirit Airlines | Fort Lauderdale        |
| Wingo           | Bogotá                 |

## Forgalom
Az utasforgalom az elmúlt években az alábbi módon változott:
| Utasok száma | 163 030 | 170 296 | 260 457 | 271 537 | 324 184 | 364 723 | 484 349 | 396 110 | 164 532 | 637 844 |
|              | 2004    | 2006    | 2008    | 2010    | 2012    | 2014    | 2016    | 2018    | 2020    | 2022    |

## Kifutópályák
A repülőtér futópályái:
- 02/20 (2500 m, aszfalt)